# Karin Donckers
Karin Donckers, née le 28 mai 1971 à Minderhout, est une cavalière belge de concours complet .

## Carrière
Elle participe à six éditions des Jeux olympiques, en 1992, 2000, 2004, 2008, 2012 et 2016. 
Elle est médaillée d'argent du concours complet par équipe aux Championnats d'Europe de 2003  et de 2009.